# Опаринское городское поселение
Опаринское городско́е поселе́ние — упразднённое муниципальное образование в Опаринском районе Кировской области Российской Федерации.
Административный центр — пгт Опарино.

## История
Опаринское городское поселение образовано 1 января 2006 года согласно Закону Кировской области от 07.12.2004 № 284-ЗО, в его состав вошли посёлок Опарино и Чурсьинский сельский округ.
Законом Кировской области от 12 апреля 2016 года № 637-ЗО, вступившим в силу с 15 апреля 2016 года, были преобразованы, путём их объединения, Опаринское городское поселение и Моломское сельское поселение — в Опаринское городское поселение с административным центром в посёлке городского типа Опарино.
К 2021 году упразднено в связи с преобразованием муниципального района в муниципальный округ.

## Население
| 2009  | 2010  | 2011  | 2012  | 2013  | 2014  | 2015  |
| ----- | ----- | ----- | ----- | ----- | ----- | ----- |
| 4355  | ↗4833 | ↘4428 | ↗4658 | ↘4535 | ↘4417 | ↘4291 |
| 2016  | 2017  | 2018  | 2019  | 2020  | 2021  |       |
| ↘4225 | ↗4400 | ↘4261 | ↘4152 | ↘3995 | ↗4390 |       |

## Состав городского поселения
| №  | Населённый пункт   | Тип населённого пункта      | Население |
| -- | ------------------ | --------------------------- | --------- |
| 1  | Березовка          | деревня                     | 1         |
| 2  | Верлюг             | деревня                     | 1         |
| 3  | Заосиновка         | деревня                     | 0         |
| 4  | Культура           | деревня                     | 313       |
| 5  | Латышский          | посёлок                     | 176       |
| 6  | Молома             | село                        | 288       |
| 7  | Нижняя Волманга    | деревня                     | 17        |
| 8  | Опарино            | пгт, административный центр | ↗3891     |
| 9  | Поставленная Вновь | деревня                     | 0         |
| 10 | Холоватка          | деревня                     | 6         |
| 11 | Чурсья             | посёлок                     | 80        |